# NGC 3613
NGC 3613 is een elliptisch sterrenstelsel in het sterrenbeeld Grote Beer. Het hemelobject werd op 8 april 1793 ontdekt door de Duits-Britse astronoom William Herschel.

## In de kom van deGrote steelpan
Het stelsel NGC 3613 bevindt zich, vanaf de aarde gezien, in de rechthoek gevormd door de sterren Dubhe, Merak, Phad, en Megrez, die de kom van het gemakkelijk herkenbare asterisme Grote steelpan (Big dipper) vormen.

## Synoniemen
- UGC 6323
- MCG 10-16-109
- ZWG 291.49
- PGC 34583